# Première dame d'honneur

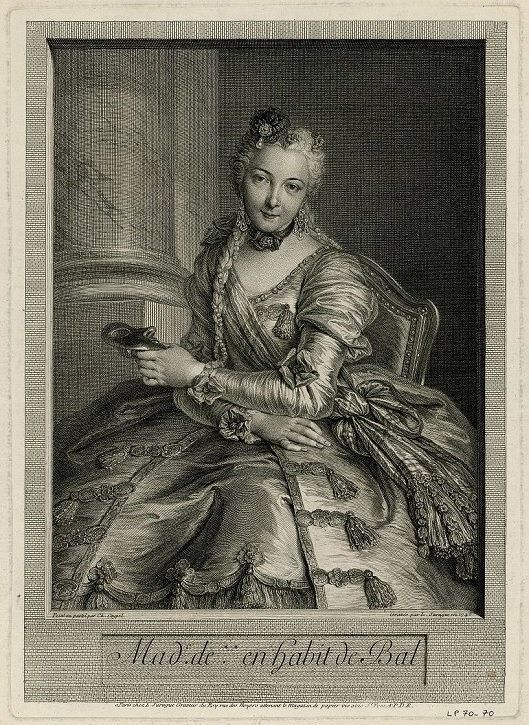
Countess de Noailles

Première dame d'honneur, i dagligt tal enbart Dame d'honneur, (motsv. svenska överhovmästarinna), var en fransk hovtjänst. 
Hon övervakade hovdamerna, skötte budgeten för drottningens hushåll, gav order om inköp, sammanställde personallistan och kostnaden för drottningens hushåll och innehade nycklarna till drottningens rum; hon närvarade också vid dagliga och officiella tillställningar och ceremonier, och skötte presentationen vid drottningens audienser. 
Tjänsten infördes 1523 och användes sedan vid alla de franska hoven fram till att Frankrike slutligen blev en republik 1870. År 1619 infördes tjänsten Surintendante de la Maison de la Reine som överordnades Dame d'honneur, men tjänsten behölls med samma uppgifter och Dame d'honneur ersatte Surintendante när denna var frånvarande: tjänsten som Surintendante var dessutom ofta vakant. När Dame d'honneur var frånvarande ersattes hon av dame d'atour.
Namnet Dame d'honneur var också titeln för de vanliga (gifta) hovdamerna, som i dagligt tal kallades dames: därav Première dame d'honneur, dvs "Första Hedersdam". De övriga Dame d'honneur avskaffades dock 1674 och ersattes med dame du palais, som därefter användes om ordinarie underordnade hovdamer. 
Première dame d'honneur till Frankrikes drottning (eller kejsarinna)
- 1530-1535 : Louise de Montmorency
- 1547-1559 : Françoise de Brézé
- 1559-1560 : Guillemette de Sarrebruck
- 1570-1574 : Madeleine de Savoie
- 1575-1583 : Jeanne de Dampierre
- 1583-1585 : Louise de Cipierre
- 1583-1589 : Fulvie de Randan (delade tjänsten med de Cipierre)
- 1600-1632 : Antoinette de Pons
- 1615-1618 : Inés de la Torre (med de Montmorency)
- 1615-1624 : Laurence de Montmorency (med de la Torre)
- 1624-1626 : Charlotte de Lannoy
- 1626-1638 : Marie-Catherine de Senecey
- 1638-1643 : Catherine de Brassac
- 1660-1664 : Susanne de Navailles
- 1664-1671 : Julie de Montausier
- 1671-1679 : Anne de Richelieu
- 1679-1683  : Anne-Armande de Crequy
- 1725-1735 : Catherine-Charlotte de Boufflers
- 1735-1763 : Marie de Luynes
- 1751-1761 : Henriette-Nicole Pignatelli d'Egmont (vice)
- 1763-1775 : Anne de Noailles
- 1775-1791 : Laure-Auguste de Fitz-James
- 1791-1792 : Geneviève de Gramont
- 1804-1809 : Adélaïde de La Rochefoucauld
- 1810-1814 : Louise de Montebello
- 1830-1849 : Christine-Zoë de Montjoye
- 1853-1867 : Pauline de Bassano
- 1867-1870 : Marie-Anne Walewska